# Hymenoplia galaica
Hymenoplia galaica é uma espécie de insetos coleópteros polífagos pertencente à família Melolonthidae.
A autoridade científica da espécie é Baguena, tendo sido descrita no ano de 1954.
Trata-se de uma espécie presente no território português.